# Festival de la Canción de Eurovisión 1990
El XXXV Festival de la Canción de Eurovisión tuvo lugar el 5 de mayo de 1990 en Zagreb, por aquel entonces, aún parte de la república socialista de Yugoslavia. Los presentadores fueron Helga Vlahović y Oliver Mlakar, resultando vencedor Toto Cutugno con el tema "Insieme: 1992". 
La letra de varias de las canciones participantes (como era el ejemplo del tema noruego, el alemán, el finlandés y el austriaco) trataban el tema de los recientes cambios políticos sucedidos en el continente europeo tras la caída del muro de Berlín en noviembre de 1989. Sin embargo, el tema vencedor trataba sobre otro tema de importancia política durante aquellos años: el comienzo previsto de la Unión Europea que tendría lugar bajo un solo mercado común al final de 1992.
Otro dato curioso de esta edición fue el problema con la música pregrabada de la representación española, por lo que tuvieron que interrumpir su interpretación a los pocos segundos de haber comenzado para empezar de nuevo minutos más tarde, algo que no había sucedido nunca y no ha vuelto a suceder. 
El decorado del escenario se caracterizaba por un suelo luminoso en forma de damero que cambiaba de color, flanqueado por dos grandes pantallas de vídeo, y de fondo una estructura de luces de neón también en forma de damero. Por primera vez el festival tuvo una mascota oficial, un gato animado llamado Eurocat, que apareció en varios momentos de la retransmisión, notablemente en el vídeo de apertura y en las "postales", los vídeos que introducían las actuaciones.

## Países participantes

### Canciones y selección
| País y TV        | Título original de la canción        | Artista                      | Proceso y fecha de selección             |
| País y TV        | Traducción al español                | Idiomas                      | Proceso y fecha de selección             |
| ---------------- | ------------------------------------ | ---------------------------- | ---------------------------------------- |
| Alemania ARD     | Frei zu leben                        | Chris Kempers & Daniel Kovac | Ein lied für Zagreb 1990, 29-03-1990     |
| Alemania ARD     | Libres para vivir                    | Alemán                       | Ein lied für Zagreb 1990, 29-03-1990     |
| Austria ORF      | Keine Mauern mehr                    | Simone Stelzer               | Final Nacional, 15-03-1990               |
| Austria ORF      | No más muros                         | Alemán                       | Final Nacional, 15-03-1990               |
| Bélgica BRT      | Macédomienne                         | Philippe Lafontaine          | Elección Interna                         |
| Bélgica BRT      | Macedonia                            | Francés                      | Elección Interna                         |
| Chipre CyBC      | Milas Poli                           | Anastazio                    | Final Nacional 1990                      |
| Chipre CyBC      | Hablas demasiado                     | Griego                       | Final Nacional 1990                      |
| Dinamarca DR     | Hallo Hallo                          | Lonnie Devantier             | Dansk Melodi Grand-Prix 1990, 24-03-1990 |
| Dinamarca DR     | Diga, diga                           | Danés                        | Dansk Melodi Grand-Prix 1990, 24-03-1990 |
| España TVE       | Bandido                              | Azúcar Moreno                | Elección Interna                         |
| España TVE       | -                                    | Español                      | Elección Interna                         |
| Finlandia YLE    | Fri?                                 | Beat                         | Euroviisut 1990, 17-02-1990              |
| Finlandia YLE    | ¿Libre?                              | Sueco                        | Euroviisut 1990, 17-02-1990              |
| Francia FT2      | White and Black Blues                | Joëlle Ursull                | Elección Interna                         |
| Francia FT2      | Blues blanco y negro                 | Francés                      | Elección Interna                         |
| Grecia ERT       | Horis Skopo                          | Christos Callow & Wave       | Final Nacional, 23-03-1990               |
| Grecia ERT       | Sin motivo                           | Griego                       | Final Nacional, 23-03-1990               |
| Irlanda RTÉ      | Somewhere in Europe                  | Liam Reilly                  | National Song Contest 1990, 25-03-1990   |
| Irlanda RTÉ      | En algún lugar de Europa             | Inglés                       | National Song Contest 1990, 25-03-1990   |
| Islandia RÚV     | Eitt lag enn                         | Stjórnin                     | Söngvakeppni 1990, 10-02-1990            |
| Islandia RÚV     | Una canción más                      | Islandés                     | Söngvakeppni 1990, 10-02-1990            |
| Israel IBA       | Shara Barkhovot                      | Rita                         | Elección Interna                         |
| Israel IBA       | Cantando en las calles               | Hebreo                       | Elección Interna                         |
| Italia RAI       | Insieme: 1992                        | Toto Cutugno                 | Elección Interna                         |
| Italia RAI       | Juntos: 1992                         | Italiano                     | Elección Interna                         |
| Luxemburgo CLT   | Quand je te rêve                     | Céline Carzo                 | Elección Interna                         |
| Luxemburgo CLT   | Cuando sueño contigo                 | Francés                      | Elección Interna                         |
| Noruega NRK      | Brandenburger Tor                    | Ketil Stokkan                | Melodi Grand Prix 1990, 24-03-1990       |
| Noruega NRK      | La Puerta de Brandeburgo             | Noruego                      | Melodi Grand Prix 1990, 24-03-1990       |
| Países Bajos NOS | Ik wil alles met je delen            | Maywood                      | Nationaal Songfestival 1990, 10-03-1990  |
| Países Bajos NOS | Quiero compartirlo todo contigo      | Neerlandés                   | Nationaal Songfestival 1990, 10-03-1990  |
| Portugal RTP     | Há sempre alguém                     | Nucha                        | Festival da Canção 1990, 10-03-1990      |
| Portugal RTP     | Siempre hay alguien                  | Portugués                    | Festival da Canção 1990, 10-03-1990      |
| Reino Unido BBC  | Give a Little Love Back to the World | Emma Booth                   | A Song for Europe, 30-03-1990            |
| Reino Unido BBC  | Devuelve un poco de amor al mundo    | Inglés                       | A Song for Europe, 30-03-1990            |
| Suecia SVT       | Som en vind                          | Edin-Ådahl                   | Melodifestivalen 1990, 09-03-1990        |
| Suecia SVT       | Como el viento                       | Sueco                        | Melodifestivalen 1990, 09-03-1990        |
| Suiza SSR SRG    | Musik klingt in die Welt hinaus      | Egon Egemann                 | Final Nacional, 24-02-1990               |
| Suiza SSR SRG    | La música suena por el mundo         | Alemán                       | Final Nacional, 24-02-1990               |
| Turquía TRT      | Gözlerinin Hapsindeyim               | Kayahan                      | Final Nacional, 24-02-1990               |
| Turquía TRT      | Atrapado en tus ojos                 | Turco                        | Final Nacional, 24-02-1990               |
| Yugoslavia JRT   | Hajde da ludujemo                    | Tajči                        | Pjesma Jugovizije 1990, 03-03-1990       |
| Yugoslavia JRT   | Hagamos locuras                      | Croata                       | Pjesma Jugovizije 1990, 03-03-1990       |

## Resultados
Las 7 primeras votaciones fueron favorables a Italia que empezó primera desde el principio pero a mediados de la votación Italia perdió el liderazgo en favor de Irlanda que permaneció primera desde la séptima votación hasta el momento en el que le tocaba hacer públicos los votos del jurado irlandés, que en ese momento su país se encontraba a 4 puntos de Italia, y al concederle el jurado irlandés 12 puntos, Italia volvió al liderazgo en el que permaneció hasta el final. Finalmente Francia quedó segunda aunque empató a puntos con Irlanda, 132; el TOP5, lo completaron Islandia (124) y España (96).
| #  | País         | Intérprete(s)                | Canción                                | Lugar | Puntos |
| -- | ------------ | ---------------------------- | -------------------------------------- | ----- | ------ |
| 01 | España       | Azúcar Moreno                | «Bandido»                              | 5     | 96     |
| 02 | Grecia       | Christos Callow              | «Horis skopo»                          | 19    | 11     |
| 03 | Bélgica      | Philippe Lafontaine          | «Macédomienne»                         | 12    | 46     |
| 04 | Turquía      | Kayahan                      | «Gözlerinin hapsindeyim»               | 17    | 21     |
| 05 | Países Bajos | Maywood                      | «Ik wil alles met je delen»            | 15    | 25     |
| 06 | Luxemburgo   | Céline Carzo                 | «Quand je te rêve»                     | 13    | 38     |
| 07 | Reino Unido  | Emma                         | «Give a Little Love Back to the World» | 6     | 87     |
| 08 | Islandia     | Stjórnin                     | «Eitt lag enn»                         | 4     | 124    |
| 09 | Noruega      | Ketil Stokkan                | «Brandenburger Tor»                    | 21    | 8      |
| 10 | Israel       | Rita                         | «Shara barkhovot»                      | 18    | 16     |
| 11 | Dinamarca    | Lonnie Devantier             | «Hallo, Hallo»                         | 8     | 64     |
| 12 | Suiza        | Egon Egemann                 | «Musik klingt in die Welt hinaus»      | 11    | 51     |
| 13 | Alemania     | Chris Kempers & Daniel Kovac | «Frei zu leben»                        | 9     | 60     |
| 14 | Francia      | Joëlle Ursull                | «White and black blues»                | 2     | 132    |
| 15 | Yugoslavia   | Tajči                        | «Hajde da ludujemo»                    | 7     | 81     |
| 16 | Portugal     | Nucha                        | «Há sempre alguém»                     | 20    | 9      |
| 17 | Irlanda      | Liam Reilly                  | «Somewhere in Europe»                  | 2     | 132    |
| 18 | Suecia       | Edin-Ådahl                   | «Som en vind»                          | 16    | 24     |
| 19 | Italia       | Toto Cutugno                 | «Insieme: 1992»                        | 1     | 149    |
| 20 | Austria      | Simone Stelzer               | «Keine Mauern mehr»                    | 10    | 58     |
| 21 | Chipre       | Haris Anastasiou             | «Milas poli»                           | 14    | 36     |
| 22 | Finlandia    | Beat                         | «Fri?»                                 | 21    | 8      |

## Votaciones

### Sistema de votación
Cada país se encontraba representado por un jurado de 16 miembros que otorgaba 12, 10, 8, 7, 6, 5, 4, 3, 2 y 1 puntos entre sus diez canciones favoritas.

### Tabla de votaciones
|                                      |                   | Votantes           |                    |                             |                       |                         |                     |                    |                   |                      |                  |                     |                    |                       |                     |                    |                   |                   |                    |                   |                      |    |    |
| Bandera de España                    | Bandera de Grecia | Bandera de Bélgica | Bandera de Turquía | Bandera de los Países Bajos | Bandera de Luxemburgo | Bandera del Reino Unido | Bandera de Islandia | Bandera de Noruega | Bandera de Israel | Bandera de Dinamarca | Bandera de Suiza | Bandera de Alemania | Bandera de Francia | Bandera de Yugoslavia | Bandera de Portugal | Bandera de Irlanda | Bandera de Suecia | Bandera de Italia | Bandera de Austria | Bandera de Chipre | Bandera de Finlandia |    |    |
|                                      | España            |                    | 8                  | 1                           | 10                    | 2                       | 0                   | 1                  | 4                 | 5                    | 0                | 0                   | 6                  | 12                    | 5                   | 3                  | 5                 | 0                 | 0                  | 8                 | 8                    | 8  | 10 |
| Grecia                               | 0                 |                    | 0                  | 0                           | 5                     | 0                       | 0                   | 0                  | 0                 | 0                    | 0                | 0                   | 0                  | 0                     | 0                   | 0                  | 0                 | 0                 | 0                  | 0                 | 6                    | 0  |    |
| Bélgica                              | 0                 | 0                  |                    | 0                           | 7                     | 4                       | 0                   | 0                  | 1                 | 0                    | 0                | 4                   | 8                  | 8                     | 0                   | 2                  | 1                 | 7                 | 0                  | 4                 | 0                    | 0  |    |
| Turquía                              | 0                 | 0                  | 0                  |                             | 3                     | 0                       | 0                   | 2                  | 4                 | 0                    | 0                | 0                   | 5                  | 0                     | 7                   | 0                  | 0                 | 0                 | 0                  | 0                 | 0                    | 0  |    |
| Países Bajos                         | 0                 | 1                  | 0                  | 3                           |                       | 1                       | 4                   | 0                  | 0                 | 2                    | 0                | 3                   | 0                  | 6                     | 0                   | 1                  | 0                 | 0                 | 2                  | 0                 | 2                    | 0  |    |
| Luxemburgo                           | 0                 | 4                  | 0                  | 0                           | 0                     |                         | 3                   | 0                  | 0                 | 0                    | 0                | 0                   | 3                  | 12                    | 2                   | 3                  | 0                 | 0                 | 1                  | 5                 | 5                    | 0  |    |
| Reino Unido                          | 7                 | 5                  | 12                 | 0                           | 0                     | 3                       |                     | 0                  | 0                 | 10                   | 3                | 10                  | 1                  | 10                    | 10                  | 0                  | 6                 | 0                 | 6                  | 1                 | 3                    | 0  |    |
| Islandia                             | 4                 | 3                  | 10                 | 1                           | 0                     | 8                       | 12                  |                    | 10                | 8                    | 10               | 7                   | 0                  | 0                     | 4                   | 12                 | 7                 | 8                 | 3                  | 10                | 0                    | 7  |    |
| Noruega                              | 0                 | 0                  | 0                  | 0                           | 0                     | 0                       | 0                   | 0                  |                   | 4                    | 1                | 0                   | 0                  | 0                     | 0                   | 0                  | 3                 | 0                 | 0                  | 0                 | 0                    | 0  |    |
| Israel                               | 0                 | 0                  | 0                  | 0                           | 4                     | 0                       | 0                   | 0                  | 0                 |                      | 0                | 2                   | 4                  | 0                     | 1                   | 0                  | 0                 | 0                 | 0                  | 0                 | 0                    | 5  |    |
| Dinamarca                            | 6                 | 0                  | 3                  | 2                           | 0                     | 0                       | 0                   | 7                  | 7                 | 7                    |                  | 1                   | 0                  | 0                     | 0                   | 7                  | 4                 | 3                 | 7                  | 6                 | 4                    | 0  |    |
| Suiza                                | 1                 | 12                 | 0                  | 6                           | 0                     | 2                       | 0                   | 0                  | 0                 | 0                    | 12               |                     | 0                  | 1                     | 5                   | 8                  | 0                 | 0                 | 0                  | 0                 | 1                    | 3  |    |
| Alemania                             | 8                 | 0                  | 6                  | 0                           | 0                     | 12                      | 7                   | 1                  | 0                 | 0                    | 4                | 0                   |                    | 0                     | 0                   | 0                  | 10                | 4                 | 5                  | 3                 | 0                    | 0  |    |
| Francia                              | 5                 | 0                  | 4                  | 4                           | 12                    | 0                       | 0                   | 12                 | 12                | 6                    | 5                | 12                  | 10                 |                       | 12                  | 4                  | 8                 | 5                 | 0                  | 2                 | 7                    | 12 |    |
| Yugoslavia                           | 3                 | 0                  | 0                  | 12                          | 0                     | 0                       | 5                   | 10                 | 3                 | 12                   | 7                | 0                   | 0                  | 2                     |                     | 0                  | 5                 | 1                 | 10                 | 0                 | 10                   | 1  |    |
| Portugal                             | 0                 | 0                  | 0                  | 0                           | 0                     | 7                       | 2                   | 0                  | 0                 | 0                    | 0                | 0                   | 0                  | 0                     | 0                   |                    | 0                 | 0                 | 0                  | 0                 | 0                    | 0  |    |
| Irlanda                              | 10                | 7                  | 7                  | 5                           | 10                    | 6                       | 10                  | 8                  | 8                 | 0                    | 8                | 5                   | 7                  | 7                     | 0                   | 6                  |                   | 12                | 0                  | 12                | 0                    | 4  |    |
| Suecia                               | 2                 | 2                  | 0                  | 0                           | 6                     | 0                       | 6                   | 0                  | 6                 | 0                    | 0                | 0                   | 2                  | 0                     | 0                   | 0                  | 0                 |                   | 0                  | 0                 | 0                    | 0  |    |
| Italia                               | 12                | 10                 | 8                  | 8                           | 8                     | 10                      | 0                   | 3                  | 0                 | 1                    | 6                | 8                   | 6                  | 4                     | 6                   | 10                 | 12                | 10                |                    | 7                 | 12                   | 8  |    |
| Austria                              | 0                 | 0                  | 2                  | 7                           | 1                     | 5                       | 8                   | 6                  | 0                 | 0                    | 0                | 0                   | 0                  | 3                     | 8                   | 0                  | 2                 | 2                 | 12                 |                   | 0                    | 2  |    |
| Chipre                               | 0                 | 6                  | 5                  | 0                           | 0                     | 0                       | 0                   | 0                  | 2                 | 5                    | 2                | 0                   | 0                  | 0                     | 0                   | 0                  | 0                 | 6                 | 4                  | 0                 |                      | 6  |    |
| Finlandia                            | 0                 | 0                  | 0                  | 0                           | 0                     | 0                       | 0                   | 5                  | 0                 | 3                    | 0                | 0                   | 0                  | 0                     | 0                   | 0                  | 0                 | 0                 | 0                  | 0                 | 0                    |    |    |
| LA TABLA ESTÁ ORDENADA POR APARICIÓN |                   |                    |                    |                             |                       |                         |                     |                    |                   |                      |                  |                     |                    |                       |                     |                    |                   |                   |                    |                   |                      |    |    |

### Máximas puntuaciones
Tras la votación los países que recibieron 12 puntos (máxima puntuación que podía otorgar el jurado) fueron:
| N. | A           | De                                                            |
| -- | ----------- | ------------------------------------------------------------- |
| 6  | Francia     | Países Bajos, Islandia, Noruega, Suiza, Yugoslavia, Finlandia |
| 3  | Italia      | España, Irlanda, Chipre                                       |
| 2  | Irlanda     | Suecia, Austria                                               |
| 2  | Islandia    | Reino Unido, Portugal                                         |
| 2  | Suiza       | Grecia, Dinamarca                                             |
| 2  | Yugoslavia  | Turquía, Israel                                               |
| 1  | Alemania    | Luxemburgo                                                    |
| 1  | Austria     | Italia                                                        |
| 1  | España      | Alemania                                                      |
| 1  | Luxemburgo  | Francia                                                       |
| 1  | Reino Unido | Bélgica                                                       |

### Jurado español
Estaba presentado por Vicky Larraz y compuesto por el ama de casa Amparo Mendiguren, el empleado Pedro Calleja, la actriz Paloma Gómez, el estudiante José Ramón Gamo, la actriz Teresa del Río, el corredor de coches Emilio de Villota, la actriz Fiorella Faltoyano, el periodista y director de Tribuna Julián Lago, la modelo y Miss España Raquel Revuelta, el jugador de fútbol y empresario Juan Carlos Arteche, la periodista Conchita de los Santos, el funcionario Alfredo Roldán, las relaciones públicas Margarita Girón, el Doctor en Ciencias Químicas José Sanjuán, la abogada María José Olmedilla y el abogado Javier Morera. Actuó como presidente Miguel Blasco, director de Emisiones de TVE. El notario fue Manuel Rodríguez, el secretario fue Francisco Hortelano y la portavoz, Matilde Jarrín.

## Canciones de Eurovisión en TVE
Según establecía el reglamento del Festival, las distintas televisiones participantes debían emitir los videoclips de los temas en concurso con anterioridad a la celebración del certamen. De manera similar a como ya hiciera en 1988, TVE emitió los previos en una única sesión bajo el epígrafe Canciones de Eurovisión 1990, si bien esta vez los dispuso en tres bloques separados por dos documentales de aproximadamente diez minutos de duración, que, siguiendo un formato parecido al NO-DO, daban cuenta de algunos acontecimientos de relevancia histórica, social y televisiva. De este modo, el departamento de emisiones del Ente sorteaba el reglamento, que recogía que los temas no podían ser televisados en un solo bloque. En cualquier caso, algunos de estos videoclips también fueron apareciendo esporádicamente a lo largo de las semanas previas al certamen dentro del recién estrenado magacín matinal En buena hora, dirigido y presentado por Joaquín Arozamena. 
El espacio Canciones de Eurovisión 1990 fue alojado en la programación de la Segunda Cadena el sábado 28 de abril y dio comienzo alrededor de las diez de la mañana con un fragmento de la canción vencedora del año anterior, que daba paso a unas breves piezas de folclore eslavo, todo ello sobre imágenes de la ciudad de Zagreb. El programa estuvo conducido por Cristina Almandós, entonces presentadora de continuidad, quien apareció al principio y al final del espacio, así como antes de cada bloque para anticipar los países que conformaban la serie siguiente. Los carteles que precedían a los videoclips presentaban la particularidad de ser los que cada televisión participante había remitido a la televisión anfitriona, por lo que variaban en su factura. Puesto que al telespectador medio podía resultarle difícil inferir de qué país se trataba, al inicio de cada videoclip aparecía sobreimpresionado su nombre en castellano.
En suma, los veintidós temas fueron emitidos como sigue:
| Primer bloque  | España, Grecia, Bélgica, Turquía, Países Bajos, Luxemburgo, Reino Unido e Islandia. |
| Segundo bloque | Noruega, Israel, Dinamarca, Suiza, Alemania, Francia y Yugoslavia.                  |
| Tercer bloque  | Portugal, Irlanda, Suecia, Italia, Austria, Chipre y Finlandia.                     |